# Vârful Bucșoiu, Munții Bucegi
Vârful Bucșoiu este vârful muntos clasat al treilea între vârfurile muntoase din Munții Bucegi, cu altitudinea de 2.492 m, fiind depășit doar de Omu, 2.507m și Bucura Dumbravă, 2.503 m.
Accesul pe vârf se poate face din mai multe direcții : dinspre vârful Omu, dinspre cabana Poiana Izvoarelor sau dinspre valea Mălăiești prin Brâna Caprelor.
Este vizibil de pe creasta Munților Piatra Mare, precum și de pe Valea Râșnoavei.

## Galerie foto

Urcare dinspre nord
Urcare dinspre nord
Brâna Caprelor
Vârful Bucşoiu văzut dinspre vârful Omu
Vârful Bucşoiu văzut dinspre vârful Omu